# Monthly Ikki
Monthly Ikki (月刊IKKI, Gekkan Ikki) est un magazine de prépublication de mangas mensuel de type seinen publié par la Shōgakukan.
Au départ édition spéciale du magazine Big Comic Spirits (Supirittsu zōkan ikki (スピリッツ増刊IKKI)), il devient un magazine à part entière à partir du numéro d'avril 2003 paru le 25 février 2003. Avec un tirage limité (~10 000 exemplaires par numéro), c'est un magazine à vocation underground ciblant les cadres supérieurs ou les artistes.
La parution prend fin en septembre 2014 avec le numéro de novembre 2014,. Le magazine est remplacé par le Hibana créé le 6 mars 2015, qui cesse à son tour de paraître en août 2017,.
Le 4 janvier 2013 est lancé un site de manga gratuit en ligne nommé Web Iki Para Comic (WebイキパラComic).

## Mangas parus dans le magazine
Œuvres notables ayant été prépubliées dans ce magazine :
- Dorohedoro
- Number Five
- Bokurano, notre enjeu